# Rocky Hill (Connecticut)
Rocky Hill est une ville située dans le comté de Hartford, dans l'État du Connecticut, aux États-Unis. Lors du recensement de 2010, Rocky Hill avait une population totale de 19 709 habitants.

## Géographie
Selon le Bureau du Recensement des États-Unis, la superficie de la municipalité est de 13,84 milles carrés (35,85 km2), dont 13,45 milles carrés (34,84 km2) de terres et 0,39 milles carrés (1,01 km2) de plans d'eau (soit 2,82 %).

## Histoire
D'abord appelée Lexington puis Stepney, la ville adopte son nom actuel (« la colline rocheuse ») lorsqu'elle devient une municipalité en 1843.

## Démographie
D'après le recensement de 2000, il y avait 17 966 habitants, 7 557 ménages, et 4 519 familles dans la ville. La densité de population était de 515,7 hab/km2. Il y avait 7 962 maisons avec une densité de 228,6 maisons/km2. La décomposition ethnique de la population était : 90,20 % blancs ; 3,42 % noirs ; 0,11 % amérindiens ; 3,97 % asiatiques ; 0,03 % natifs des îles du Pacifique ; 1,01 % des autres races ; 1,27 % de deux ou plus races. 3,20 % de la population était hispanique ou Latino de n'importe quelle race.
Il y avait 7 557 ménages, dont 24,9 % avaient des enfants de moins de 18 ans, 48,9 % étaient des couples mariés, 7,9 % avaient une femme qui était parent isolé, et 40,2 % étaient des ménages non-familiaux. 32,5 % des ménages étaient constitués de personnes seules et 9,7 % de personnes seules de 65 ans ou plus. Le ménage moyen comportait 2,26 personnes et la famille moyenne avait 2,93 personnes.
Dans la ville la pyramide des âges était 19,7 % en dessous de 18 ans, 6,1 % de 18 à 24 ans, 31,9 % de 25 à 44 ans, 25,8 % de 45 à 64 ans, et 16,5 % qui avaient 65 ans ou plus. L'âge médian était 41 ans. Pour 100 femmes, il y avait 97,6 hommes. Pour 100 femmes de 18 ans ou plus, il y avait 95,7 hommes.
Le revenu médian par ménage de la ville était 60 247 dollars US, et le revenu médian par famille était $72 726. Les hommes avaient un revenu médian de $48 555 contre $39 625 pour les femmes. Le revenu par habitant de la ville était $29 701. 2,9 % des habitants et 1,2 % des familles vivaient sous le seuil de pauvreté. 1,8 % des personnes de moins de 18 ans et 3,0 % des personnes de plus de 65 ans vivaient sous le seuil de pauvreté.
| 1850  | 1860  | 1870 | 1880  | 1890  | 1900  |
| ----- | ----- | ---- | ----- | ----- | ----- |
| 1 042 | 1 102 | 971  | 1 108 | 1 069 | 1 026 |

| 1910  | 1920  | 1930  | 1940  | 1950  | 1960  |
| ----- | ----- | ----- | ----- | ----- | ----- |
| 1 187 | 1 633 | 2 021 | 2 679 | 5 108 | 7 404 |

| 1970   | 1980   | 1990   | 2000   | 2010   | - |
| ------ | ------ | ------ | ------ | ------ | - |
| 11 103 | 14 559 | 16 554 | 17 966 | 19 709 | - |